# Cantões da Federação da Bósnia e Herzegovina
A Federação da Bósnia e Herzegovina, uma das duas entidades políticas da Bósnia e Herzegovina (a outra entidade Republika Srpska) tem dez cantões ou municípios como o segundo-nível de unidades de autonomia local. Elas são chamadas kantoni em Bósnio (singular Kanton), municípios ou županije em Croata (sing. županija), e кантони em Sévio (sing. кантон).
A outra entidade política da Bósnia e Herzegovina, a Republika Srpska, tem um governo centralizado e divide-se diretamente em 63 municípios. As sete regiões em que esses municípios são agrupados não têm nenhuma autoridade governamental em termos de legislação ou judicial, ou mesmo auto-gestão local. Finalmente, a diversidade étnica Distrito de Brčko é uma divisão própria, sob a jurisdição direta da Bósnia e Herzegovina.

## Cantões
A Federação (de cantões ou municípios) da Bósnia e Herzegovina foi criada pelo Acordo de Washington bósnio-croata de 1994. Seus limites atuais foram definidos pelo Acordo de Dayton em 1995. Os cantões ou municípios consiste de municípios (singular: općina, општина; plural: općine, општине).
Um cantão ou um município tem seu próprio governo chefiado pelo Premier. O primeiro-ministro tem o seu próprio gabinete, e é assistido nas suas funções por vários ministérios regionais, organismos cantonais ou serviços municipais.
Cinco dos cantões (Una-Sana, Tuzla, Zenica-Doboj, Bosnian Podrinje, e Sarajevo) têm uma maioria bósnia, três (Posavina, Herzegovina Ocidental, e Bósnia Ocidental) têm maioria bósnio-croata, e duas (Bósnia Central e Herzegovina-Neretva) são 'etnicamente mistas', há processos legislativos especiais expressivos para a proteção dos grupos étnicos constituintes.
| No.   | Nome português                                                       | Nome bósnio                                                    | Nome croata                                 | Principal cidade | Área (km²) |
| ----- | -------------------------------------------------------------------- | -------------------------------------------------------------- | ------------------------------------------- | ---------------- | ---------- |
| I.    | Una-Sana Canton or county                                            | Unsko-sanski kanton                                            | Unsko-sanska županija                       | Bihać            | 4,125.0    |
| II.   | Posavina Canton or county                                            | Posavski kanton                                                | Posavska županija                           | Orašje           | 325.0      |
| III.  | Tuzla Canton or county                                               | Tuzlanski kanton                                               | Tuzlanska županija                          | Tuzla            | 2,649.0    |
| IV.   | Zenica-Doboj Canton or county                                        | Zeničko-dobojski kanton                                        | Zeničko-dobojska županija                   | Zenica           | 3,343.0    |
| V.    | Bosnian Podrinje Canton or county                                    | Bosansko-podrinjski kanton                                     | Bosansko-podrinjska županija                | Goražde          | 504.6      |
| VI.   | Cantão da Bósnia Central                                             | Srednjobosanski kanton                                         | Županija Središnja Bosna                    | Travnik          | 3,189.0    |
| VII.  | Herzegovina-Neretva Canton or county                                 | Hercegovačko-neretvanski kanton                                | Hercegovačko-neretvanska županija           | Mostar           | 4,401.0    |
| VIII. | West Herzegovina Canton or county                                    | Zapadnohercegovački kanton                                     | Zapadnohercegovačka županija                | Široki Brijeg    | 1,362.0    |
| IX.   | Sarajevo Canton or county                                            | Kanton Sarajevo                                                | Vrhbosanska županija ou Sarajevska županija | Sarajevo         | 1,276.9    |
| X.    | Canton 10 or County 10 ou West Bosnia Canton ou Herzeg-Bosnia County | Kanton br. 10 ou Zapadnobosanski kanton, Hercegbosanski kanton | Županija br. 10 ou Hercegbosanska županija  | Livno            | 4,934.1    |